# Melkitische Grieks-Katholieke Kerk
De Melkitische Grieks-Katholieke Kerk (Arabisch: كنيسة الروم الكاثوليك, Kanīsät ar-Rūm al-Kāṯūlīk) is ontstaan uit het Grieks-orthodox patriarchaat van Antiochië. Ze behoort tot de oosters-katholieke kerken en volgt de Byzantijnse ritus. Deze kerk gebruikt de gregoriaanse kalender.
Haar gelovigen bevinden zich in landen als: Brazilië, Argentinië, Venezuela, Mexico, Verenigde Staten, Canada Australië, België, Frankrijk en Italië, maar historisch gezien wonen zij in Syrië, Libanon en Palestina (zowel binnen Israël als binnen de Palestijnse Gebieden). Door emigratie in de negentiende en twintigste eeuw zijn er gemeenschappen in Brazilië, Argentinië en de Verenigde Staten ontstaan.

## Naam
De term Melkitisch stemt af van het Syrisch-Aramese woord ''Malko'' dat zich vertaald in ''Koning''. De naam en de betekenis zijn te herleiden uit de splitsing van deze kerk met de kerk van Antiochië. De (Syrisch-Orthodoxe) niet-Chalcedoniërs hadden deze term op de (Aramese) christenen uit het Midden-Oosten toegepast die het gezag van het Concilie van Chalcedon aanvaardden (451). Hiermee werd de wil van de Bijzantijnse keizer geaccepteerd en kregen zij de benaming ''Melkitisch'' (zij die de wil van de koning accepteerden).

## Geschiedenis
Sinds de Kruistochten bestonden nauwe banden tussen oosterse Byzantijnse christenen en lokale geünieerde oosters-katholieke christenen (zoals de Maronieten van Libanon), waardoor ook goede contacten met Italië, Republiek Venetië en Frankrijk tot stand kwamen. In 1274, 1442, 1596 en andere tijdperken kwam het zelfs tot kortstondige eenheidsverklaringen met de Rooms-Katholieke Kerk in navolging van Byzantijnse en Griekse voorstanders van de Unia. In de Levant en het Midden-Oosten vonden vaak katholiek-orthodoxe gemengde huwelijken plaats. In 1724 ten slotte kozen de Byzantijnse christenen in Damascus een pro-katholieke kandidaat tot melkitisch (Arabisch Grieks-Orthodox) patriarch van Antiochië.
Dit leidde tot grote woede bij de Grieks-orthodoxen, het patriarchaat van Moskou en het Byzantijns-Orthodoxe patriarchaat van Constantinopel. Korte tijd later duidde aldus een Byzantijns-Orthodoxe patriarchaal-gecontroleerde synode in Constantinopel toch een orthodoxe patriarch aan die tegen katholieke eenheid met de Heilige Stoel te Rome was. Alzo ontstond een scheuring; er was voortaan een melkitisch Grieks-orthodoxe en een melkitisch Grieks-katholieke patriarch van Antiochië. De orthodoxe kerk liet de term "melkitisch" na enige tijd wegvallen; de katholieke patriarch en diens kerk behielden deze historische benaming.
"Melkitisch" was oorspronkelijk een spotwoord. Het werd op het einde van de vijfde eeuw gebruikt - door de monofysieten in Syrië en de Levant - om degenen die trouw bleven aan de Oost-Romeinse (Byzantijnse) keizer (ܡܠܟܐ malkā in het Syrisch) en aan het algemene Concilie van Chalcedon (451) aan te duiden.
In de negentiende eeuw nam de melkitische Grieks-katholieke patriarch de titel aan van "patriarch van Antiochië en het gehele het Oosten, van Alexandrië en Jeruzalem". De Melkitische Grieks-Katholieke Kerk groepeert dan ook de katholieke Arabischtalige christenen (van Byzantijnse ritus) van de patriarchaten van Antiochië, Alexandrië en Jeruzalem. De niet-Arabischtalige christenen van de laatste patriarchaten hebben een eigen katholieke patriarch.
In Damascus (Syrië) behoort het "heiligdom-van-Sint-Paulus-op-de-muren" toe aan het patriarchaat van de Melkitische Grieks-Katholieke Kerk. Dit kerkgebouw is opgetrokken in de vorm van een stadspoort en zou staan op de plaats van de vroegere Bab Kissan. Volgens de overlevering kon de apostel Paulus geholpen door zijn volgelingen hier aan zijn Joodse vervolgers in Damascus ontsnappen.

## Verspreiding
In totaal telt de Melkitische Grieks-Katholieke Kerk ongeveer 1,3 miljoen leden. De kerk is vooral in Syrië (284.000 gelovigen), Libanon (390.000 gelovigen) en de omliggende landen vertegenwoordigd. Haar gelovigen vormen in sommige steden en dorpen de meerderheid, maar vormen in alle staten een religieuze minderheid. Ook Bethlehem kent een kleine melkitische parochie. Er zijn ook melkitische gemeenschappen in Egypte, Amerika, Europa en Australië.
Er is een apostolisch vicariaat voor West-Europa met een zetel in Italië, dat bevoegd is voor de melkitische gemeenschappen in België, Frankrijk en Italië. In België is er één Grieks-katholieke melkitische parochie.